# Energia da fusione
Con il termine energia da fusione si definisce l'energia, in forma utilizzabile (usualmente sotto forma di energia elettrica), ottenuta da una reazione di fusione nucleare.
Il termine è di norma utilizzato per indicare una reazione di fusione nucleare ottenuta artificialmente e in maniera controllata. Sono però molte le fonti di energia che utilizzano indirettamente la fusione nucleare che avviene nel Sole, che, come tutte le stelle, costituisce un reattore nucleare naturale. L'energia prodotta dal processo di fusione che avviene nel suo nucleo può essere raccolta sulla terra tramite moduli fotovoltaici o con conversione diretta della radiazione solare in calore con il cosiddetto solare termodinamico. La stessa energia permette l'evaporazione delle acque marine e la formazione di nubi.
Attualmente sono in corso molti esperimenti sulla fusione nucleare, ma non è ancora stato realizzato nessun sistema in grado di generare e sfruttare l'energia di fusione in modo vantaggioso e sicuro.

## Concetti di base
In una reazione di fusione nucleare, due nuclei atomici vengono forzati a combinarsi tra loro per formare un solo nucleo.

Questa richiede una grande quantità di energia, di poco inferiore alla somma della masse iniziali dei due nuclei di partenza.

Durante la fusione nucleare, questa differenza di massa si trasforma in energia, seguendo la famosa equivalenza tra massa ed energia definita da Einstein: E=mc² (dove E è l'energia, m la massa e c la velocità della luce nel vuoto).

I nuclei di atomi più leggeri possono essere fusi tra loro con maggiore facilità (minore è infatti la repulsione elettromagnetica che è necessario vincere durante l'avvicinamento). Per questa ragione l'idrogeno, il più diffuso elemento dell'universo, è considerato il miglior combustibile nucleare.

L'energia che è possibile ottenere dalla fusione di due isotopi dell'idrogeno come il deuterio e trizio è sensibilmente maggiore rispetto all'energia richiesta per avviare il processo di fusione. Anche per questo motivo la fusione di deuterio e trizio è attualmente al centro di molte ricerche sulla fusione controllata. Questa non è comunque l'unica fusione che è possibile (almeno in linea teorica) ottenere in ambiente controllato.

Alcune possibili fusioni attualmente in esame permetterebbero persino di evitare l'emissione di neutroni durante il processo di fusione (combustibili aneutronici). Un flusso di neutroni prodotto dalla fusione potrebbe portare all'inquinamento radioattivo delle componenti del reattore, come già avviene per i reattori che sfruttano il processo di fissione nucleare.

Il primo passo per la ricerca in questo settore prevede comunque la costruzione di un reattore nucleare in grado di generare fusione controllata di deuterio e trizio.

## Utilizzo commerciale dei reattori a fusione
La fusione nucleare è vista da molti come la soluzione a lungo termine dei problemi energetici della Terra.

Alcuni dei vantaggi derivanti dall'uso di questa tecnologia sono:
- Il combustibile (idrogeno) è praticamente inesauribile ed è a disposizione di tutte le nazioni che abbiano uno sbocco sul mare. Il deuterio può essere estratto dall'acqua, anche se con costi energetici non indifferenti; per fare un esempio, un ditale pieno di deuterio equivale a 20 tonnellate di carbone in termini di energia. Un lago di medie dimensioni contiene deuterio sufficiente a rifornire una nazione di energia per secoli utilizzando la fusione nucleare (ovviamente supponendo di sfruttarlo tutto). Gli attuali reattori sperimentali e gli ipotetici reattori di potenza di prima generazione utilizzano come combustibile una miscela di deuterio-trizio (D-T), la cui produzione richiede l'impiego di un metallo largamente disponibile in quanto «si riscontra la sua presenza in tracce nei tessuti animali, nelle piante (specialmente tabacco), nel suolo e in moltissimi minerali»[1], il litio. I reattori di seconda generazione funzioneranno con solo deuterio (D-D).
- Nessuna possibilità di incidenti come quelli di Černobyl' o di Three Mile Island in quanto il reattore non contiene sostanze radioattive come l'uranio o le scorie di fissione. Però non è possibile escludere altri incidenti, come fughe di trizio o perdite di liquido refrigerante.
- Nessun prodotto chimico da combustione (anidride carbonica ad esempio) come residuo immesso nell'atmosfera e quasi nessun contributo al riscaldamento del pianeta.
- Impossibilità di utilizzo dei reattori per la produzione di materiale per scopi bellici o terroristici
- Basso livello di radioattività residua e produzione di sostanze con breve vita media (tempo in cui la radioattività si riduce rapidamente). Durante la fusione D-T parte dei neutroni emessi rende via via radioattivo il contenitore del reattore (fattore critico nel momento della dismissione del reattore stesso),  ma questa radioattività può essere grandemente ridotta usando materiali a bassa attivazione, ossia poco sensibili a diventare radioattivi. Questi materiali possono avere vita media (ossia tempo di riduzione della loro pericolosità) di poche decine di anni, mentre è di migliaia di anni quella delle scorie radioattive dei reattori a fissione. La soluzione di questo problema, ossia la produzione di materiali poco attivabili , comprende l'ideazione di sostanze con composizione chimica inusuale, che dovranno essere sottoposte a lunghe sperimentazioni dovendo tenere conto che la composizione chimica ha riflessi sulle proprietà meccaniche, e quindi sulla resistenza, dei materiali.

Uno dei dubbi non ancora risolti è se la produzione di energia attraverso la fusione nucleare sia economicamente competitiva rispetto ad altri sistemi. Questo perché a fronte di un combustibile (l'idrogeno) estremamente diffuso e disponibile, gli investimenti per costruire un ipotetico reattore a fusione e gli impianti di produzione del combustibile (sia D-T che D-D) sono stimati essere molto elevati. È anche vero che nel caso dei combustibili fossili ai puri costi economici vanno sommati “costi”  di altro genere, come le tensioni internazionali, le guerre derivanti dal controllo delle fonti di combustibile o l'impatto ambientale.

## Progetti
Sfortunatamente, malgrado l'ottimismo generatosi negli anni cinquanta con la previsione di vedere realizzati nell'arco di pochi anni i primi reattori, esistono tuttora notevoli barriere tra le conoscenze scientifiche e le capacità tecnologiche, barriere che mettono in dubbio la possibilità pratica di sfruttare questa forma di energia, ma malgrado le notevoli difficoltà le ricerche continuano.
Un grosso problema non risolto è quello di trovare un materiale in grado di resistere all'intenso flusso di neutroni che si genera nella reazione di fusione, flusso stimato essere 100 volte maggiore di quello prodotto dai reattori a fissione tipo PWR. Lo studio di tali materiali è attualmente (2005) ancora nelle sue fasi iniziali.
Questa situazione ha fatto sì che intorno agli anni novanta si sia dato molto risalto ad alcune notizie riguardanti la possibilità di ottenere la fusione nucleare a basse temperature, la cosiddetta fusione fredda. Ulteriori ricerche condotte da numerose università, anche italiane, non hanno però portato né a risultati definitivi, né a previsioni consistenti di utilizzi concreti.
L'Unione europea si è aggiudicata la realizzazione del progetto ITER per sviluppare il primo reattore a fusione funzionante. La Francia ha battuto il Giappone nella corsa per aggiudicarsi il sito di realizzazione, sostenuta dalla Russia, dalla Cina e dalla stessa UE. La sede prescelta sarà Cadarache, nel sud del Paese.
Anche l'Italia sta studiando la possibilità di realizzare un reattore sperimentale a fusione a confinamento magnetico. Il progetto in questione si chiama IGNITOR ed è stato realizzato dall'ENEA; la sua costruzione non è ancora cominciata.
Nel settembre 2021 l’azienda americana Commonwealth Fusion Systems, di cui l’italiana Eni è maggiore azionista, ha realizzato e testato un prototipo in scala 1:1 di un magnete basato su superconduttori HTS (High Temperature Superconductors). L'esperimento ha dimostrato che è possibile realizzare una camera di fusione in cui il confinamento del plasma è assicurato da magneti superconduttori ad alta temperatura. Questa tipologia di camera di fusione potrà consentire la realizzazione di un reattore sperimentale, denominato SPARC, più piccolo rispetto agli altri prototipi in sviluppo. I dati raccolti da SPARC permetteranno di realizzare ARC, il primo impianto pilota industriale in grado di raggiungere le temperature necessarie per rendere possibile la fusione controllata di deuterio e trizio. Secondo le previsioni di CFS, il reattore SPARC potrebbe entrare in funzione già nel 2025.